# Wellendingen
Wellendingen település Németországban, azon belül Baden-Württembergben. Lakosainak száma 3370 fő (2023. december 31.). Wellendingen Rottweil, Schömberg, Deilingen, Frittlingen és Gosheim községekkel határos.

## Népesség
A település népessége az elmúlt években az alábbi módon változott:
| Lakosok száma | 2238 | 3164 | 3202 | 3314 | 3385 | 3370 |
|               | 1975 | 2017 | 2019 | 2021 | 2022 | 2023 |